# Go Off!
Albums de Cacophony
Speed Metal Symphony
(1987)
Go Off! est le second et dernier album studio de Cacophony, sorti en 1988.

## Liste des titres
1. "X-Ray Eyes" - 5:09 - (Friedman, Becker)
2. "E.S.P." - 6:04 - (Friedman)
3. "Stranger" - 3:23 - (Becker, Fontano)
4. "Go Off!" - 3:45 - (Friedman, Becker)
5. "Black Cat" - 7:40 - (Friedman, Becker)
6. "Sword Of The Warrior" - 5:09 - (Friedman, Fontano)
7. "Floating World" - 5:08 - (Friedman)
8. "Images" - 3:44 - (Becker)

## Musiciens
- Peter Marrino - Chant
- Marty Friedman - Guitare
- Jason Becker - Guitare
- Jimmy O'Shea - Basse
- Kenny Stavropoulos - Batterie